# Stictoptera clara
Stictoptera clara là một loài bướm đêm trong họ Noctuidae.